# Lista di asteroidi (591001-592000)
Di seguito una lista di asteroidi dal numero 591001 al 592000 con data di scoperta e scopritore.

## 591001-591100
| Nome     | Designazione provvisoria | Data di scoperta  | Scopritore                    |
| -------- | ------------------------ | ----------------- | ----------------------------- |
| 591001 - | 2013 AC190               | 3 gennaio 2013    | Mount Lemmon Survey           |
| 591002 - | 2013 AD190               | 10 gennaio 2013   | Pan-STARRS 1                  |
| 591003 - | 2013 AT197               | 10 gennaio 2013   | Pan-STARRS 1                  |
| 591004 - | 2013 AZ197               | 13 gennaio 2013   | Mount Lemmon Survey           |
| 591005 - | 2013 AB198               | 10 gennaio 2013   | Pan-STARRS 1                  |
| 591006 - | 2013 AF199               | 5 gennaio 2013    | Mount Lemmon Survey           |
| 591007 - | 2013 AT201               | 14 gennaio 2013   | Mount Lemmon Survey           |
| 591008 - | 2013 AV201               | 10 gennaio 2013   | Pan-STARRS 1                  |
| 591009 - | 2013 AB204               | 10 gennaio 2013   | Pan-STARRS 1                  |
| 591010 - | 2013 BE                  | 23 dicembre 2012  | Pan-STARRS 1                  |
| 591011 - | 2013 BM                  | 24 marzo 2003     | Spacewatch                    |
| 591012 - | 2013 BP                  | 27 settembre 2012 | Pan-STARRS 1                  |
| 591013 - | 2013 BN3                 | 11 febbraio 2002  | LINEAR                        |
| 591014 - | 2013 BK4                 | 8 marzo 2005      | LONEOS                        |
| 591015 - | 2013 BR7                 | 23 dicembre 2012  | Pan-STARRS 1                  |
| 591016 - | 2013 BH8                 | 27 settembre 2009 | Mount Lemmon Survey           |
| 591017 - | 2013 BH11                | 3 novembre 2010   | Mount Lemmon Survey           |
| 591018 - | 2013 BL12                | 16 gennaio 2013   | Pan-STARRS 1                  |
| 591019 - | 2013 BH15                | 13 ottobre 2010   | Mount Lemmon Survey           |
| 591020 - | 2013 BS16                | 13 febbraio 2002  | SDSS Collaboration            |
| 591021 - | 2013 BG19                | 16 gennaio 2013   | Kostin, A., Vorobjov, T.      |
| 591022 - | 2013 BC20                | 9 febbraio 2008   | Mount Lemmon Survey           |
| 591023 - | 2013 BH21                | 6 gennaio 2013    | Spacewatch                    |
| 591024 - | 2013 BV26                | 3 novembre 2010   | Mount Lemmon Survey           |
| 591025 - | 2013 BT32                | 16 gennaio 2013   | Pan-STARRS 1                  |
| 591026 - | 2013 BM33                | 17 gennaio 2013   | Spacewatch                    |
| 591027 - | 2013 BB34                | 23 agosto 2011    | Pan-STARRS 1                  |
| 591028 - | 2013 BG34                | 17 gennaio 2013   | Pan-STARRS 1                  |
| 591029 - | 2013 BP34                | 27 settembre 2012 | Pan-STARRS 1                  |
| 591030 - | 2013 BU36                | 2 novembre 2010   | Mount Lemmon Survey           |
| 591031 - | 2013 BP38                | 23 dicembre 2012  | Pan-STARRS 1                  |
| 591032 - | 2013 BS38                | 23 dicembre 2012  | Pan-STARRS 1                  |
| 591033 - | 2013 BR42                | 5 gennaio 2013    | Spacewatch                    |
| 591034 - | 2013 BT43                | 6 gennaio 2013    | Spacewatch                    |
| 591035 - | 2013 BC44                | 19 gennaio 2013   | Mount Lemmon Survey           |
| 591036 - | 2013 BK44                | 1º gennaio 2008   | Mount Lemmon Survey           |
| 591037 - | 2013 BO44                | 4 ottobre 2006    | Mount Lemmon Survey           |
| 591038 - | 2013 BT52                | 18 febbraio 2010  | Mount Lemmon Survey           |
| 591039 - | 2013 BP56                | 2 febbraio 2008   | Mount Lemmon Survey           |
| 591040 - | 2013 BN58                | 11 gennaio 2008   | Mount Lemmon Survey           |
| 591041 - | 2013 BD60                | 7 agosto 2008     | Spacewatch                    |
| 591042 - | 2013 BG63                | 18 gennaio 2013   | Spacewatch                    |
| 591043 - | 2013 BM67                | 22 dicembre 2012  | Pan-STARRS 1                  |
| 591044 - | 2013 BL74                | 23 dicembre 2012  | Pan-STARRS 1                  |
| 591045 - | 2013 BN74                | 19 agosto 2001    | Cerro Tololo                  |
| 591046 - | 2013 BB75                | 17 gennaio 2013   | Pan-STARRS 1                  |
| 591047 - | 2013 BY75                | 23 gennaio 2006   | Spacewatch                    |
| 591048 - | 2013 BU82                | 3 novembre 2010   | Mount Lemmon Survey           |
| 591049 - | 2013 BU90                | 5 aprile 2014     | Pan-STARRS 1                  |
| 591050 - | 2013 BQ91                | 19 gennaio 2013   | Spacewatch                    |
| 591051 - | 2013 BS91                | 16 gennaio 2013   | Pan-STARRS 1                  |
| 591052 - | 2013 BN92                | 16 gennaio 2013   | Mount Lemmon Survey           |
| 591053 - | 2013 BM93                | 16 gennaio 2013   | CSS                           |
| 591054 - | 2013 BM95                | 18 gennaio 2013   | Mount Lemmon Survey           |
| 591055 - | 2013 BZ95                | 19 gennaio 2013   | Spacewatch                    |
| 591056 - | 2013 BM98                | 22 gennaio 2013   | Spacewatch                    |
| 591057 - | 2013 CX1                 | 10 gennaio 2013   | Pan-STARRS 1                  |
| 591058 - | 2013 CB2                 | 22 gennaio 2013   | Mount Lemmon Survey           |
| 591059 - | 2013 CC9                 | 10 gennaio 2013   | Spacewatch                    |
| 591060 - | 2013 CS10                | 18 ottobre 2011   | Mount Lemmon Survey           |
| 591061 - | 2013 CK12                | 2 novembre 2011   | Mount Lemmon Survey           |
| 591062 - | 2013 CX14                | 9 gennaio 2013    | Spacewatch                    |
| 591063 - | 2013 CO20                | 24 novembre 2011  | Pan-STARRS 1                  |
| 591064 - | 2013 CY23                | 8 dicembre 2012   | Mount Lemmon Survey           |
| 591065 - | 2013 CH24                | 16 novembre 2006  | CSS                           |
| 591066 - | 2013 CF26                | 27 ottobre 2008   | Mount Lemmon Survey           |
| 591067 - | 2013 CE28                | 18 gennaio 2013   | Mount Lemmon Survey           |
| 591068 - | 2013 CR37                | 12 settembre 2007 | Mount Lemmon Survey           |
| 591069 - | 2013 CE38                | 7 novembre 2007   | Mount Lemmon Survey           |
| 591070 - | 2013 CA39                | 6 dicembre 2007   | Spacewatch                    |
| 591071 - | 2013 CP40                | 2 febbraio 2013   | Mount Lemmon Survey           |
| 591072 - | 2013 CY42                | 27 novembre 2011  | Mount Lemmon Survey           |
| 591073 - | 2013 CJ46                | 18 settembre 2011 | Armstrong, J. D.              |
| 591074 - | 2013 CU46                | 23 marzo 2003     | SDSS Collaboration            |
| 591075 - | 2013 CV48                | 3 febbraio 1997   | Spacewatch                    |
| 591076 - | 2013 CW57                | 9 febbraio 2013   | Rinner, C.                    |
| 591077 - | 2013 CB59                | 8 febbraio 2002   | Spacewatch                    |
| 591078 - | 2013 CX64                | 8 febbraio 2013   | Pan-STARRS 1                  |
| 591079 - | 2013 CC73                | 7 gennaio 2013    | Spacewatch                    |
| 591080 - | 2013 CZ76                | 22 giugno 2004    | Spacewatch                    |
| 591081 - | 2013 CX83                | 5 febbraio 2013   | Spacewatch                    |
| 591082 - | 2013 CK96                | 10 agosto 2007    | Spacewatch                    |
| 591083 - | 2013 CT98                | 17 gennaio 2013   | Mount Lemmon Survey           |
| 591084 - | 2013 CA100               | 17 gennaio 2013   | Spacewatch                    |
| 591085 - | 2013 CX100               | 6 settembre 2008  | Mount Lemmon Survey           |
| 591086 - | 2013 CM104               | 14 settembre 2005 | Spacewatch                    |
| 591087 - | 2013 CH111               | 25 settembre 2008 | Mount Lemmon Survey           |
| 591088 - | 2013 CD112               | 3 ottobre 2008    | Mount Lemmon Survey           |
| 591089 - | 2013 CY113               | 28 febbraio 2008  | Mount Lemmon Survey           |
| 591090 - | 2013 CG114               | 10 febbraio 2013  | Pan-STARRS 1                  |
| 591091 - | 2013 CW115               | 4 settembre 2010  | Kocher, P.                    |
| 591092 - | 2013 CK116               | 10 novembre 2004  | Buie, M. W., Wasserman, L. H. |
| 591093 - | 2013 CC117               | 26 gennaio 2003   | AMOS                          |
| 591094 - | 2013 CX117               | 1º aprile 2003    | SDSS Collaboration            |
| 591095 - | 2013 CR123               | 12 febbraio 2013  | ESA OGS                       |
| 591096 - | 2013 CF126               | 13 febbraio 2013  | Pan-STARRS 1                  |
| 591097 - | 2013 CT126               | 7 febbraio 2008   | Spacewatch                    |
| 591098 - | 2013 CW126               | 9 febbraio 2008   | Spacewatch                    |
| 591099 - | 2013 CV130               | 14 febbraio 2002  | Spacewatch                    |
| 591100 - | 2013 CO132               | 14 febbraio 2013  | Pan-STARRS 1                  |

## 591101-591200
| Nome     | Designazione provvisoria | Data di scoperta  | Scopritore                     |
| -------- | ------------------------ | ----------------- | ------------------------------ |
| 591101 - | 2013 CK135               | 29 settembre 2009 | Mount Lemmon Survey            |
| 591102 - | 2013 CL135               | 2 settembre 2008  | Spacewatch                     |
| 591103 - | 2013 CK137               | 12 gennaio 2007   | Yeung, W. K. Y.                |
| 591104 - | 2013 CL138               | 17 gennaio 2013   | Mount Lemmon Survey            |
| 591105 - | 2013 CG139               | 13 febbraio 2004  | Spacewatch                     |
| 591106 - | 2013 CH140               | 19 settembre 2001 | SDSS Collaboration             |
| 591107 - | 2013 CJ140               | 20 gennaio 2013   | Spacewatch                     |
| 591108 - | 2013 CZ143               | 14 febbraio 2013  | Mount Lemmon Survey            |
| 591109 - | 2013 CT146               | 14 febbraio 2013  | Spacewatch                     |
| 591110 - | 2013 CZ146               | 4 aprile 2008     | Mount Lemmon Survey            |
| 591111 - | 2013 CJ148               | 1º febbraio 2013  | Spacewatch                     |
| 591112 - | 2013 CU148               | 29 settembre 2005 | Mount Lemmon Survey            |
| 591113 - | 2013 CR149               | 14 febbraio 2013  | Spacewatch                     |
| 591114 - | 2013 CA150               | 28 febbraio 2008  | Spacewatch                     |
| 591115 - | 2013 CR154               | 1º settembre 2010 | Mount Lemmon Survey            |
| 591116 - | 2013 CN166               | 31 marzo 2008     | Spacewatch                     |
| 591117 - | 2013 CD169               | 27 marzo 2008     | Mount Lemmon Survey            |
| 591118 - | 2013 CE170               | 27 marzo 2008     | Spacewatch                     |
| 591119 - | 2013 CB171               | 15 febbraio 2013  | Pan-STARRS 1                   |
| 591120 - | 2013 CS172               | 10 settembre 2010 | Spacewatch                     |
| 591121 - | 2013 CB173               | 31 gennaio 2006   | Spacewatch                     |
| 591122 - | 2013 CW177               | 27 ottobre 2005   | Spacewatch                     |
| 591123 - | 2013 CZ177               | 8 febbraio 2013   | Pan-STARRS 1                   |
| 591124 - | 2013 CA179               | 9 gennaio 2013    | Spacewatch                     |
| 591125 - | 2013 CX179               | 16 aprile 1996    | AMOS                           |
| 591126 - | 2013 CU181               | 1º ottobre 2005   | Spacewatch                     |
| 591127 - | 2013 CY181               | 26 ottobre 2011   | Ivashchenko, Y., Kyrylenko, P. |
| 591128 - | 2013 CV184               | 7 novembre 2008   | Mount Lemmon Survey            |
| 591129 - | 2013 CS186               | 3 aprile 2008     | Spacewatch                     |
| 591130 - | 2013 CL192               | 25 ottobre 2011   | Pan-STARRS 1                   |
| 591131 - | 2013 CJ194               | 9 febbraio 2013   | Pan-STARRS 1                   |
| 591132 - | 2013 CY195               | 17 luglio 2005    | NEAT                           |
| 591133 - | 2013 CL198               | 14 febbraio 2013  | Spacewatch                     |
| 591134 - | 2013 CU198               | 8 aprile 2010     | Spacewatch                     |
| 591135 - | 2013 CG204               | 16 settembre 2009 | Spacewatch                     |
| 591136 - | 2013 CH204               | 8 novembre 2010   | Mount Lemmon Survey            |
| 591137 - | 2013 CJ207               | 17 novembre 2009  | Mount Lemmon Survey            |
| 591138 - | 2013 CK207               | 25 novembre 2011  | Pan-STARRS 1                   |
| 591139 - | 2013 CN208               | 5 luglio 2005     | Mount Lemmon Survey            |
| 591140 - | 2013 CW209               | 2 febbraio 2013   | Mount Lemmon Survey            |
| 591141 - | 2013 CP211               | 14 settembre 2007 | Mount Lemmon Survey            |
| 591142 - | 2013 CR212               | 21 settembre 2009 | Spacewatch                     |
| 591143 - | 2013 CO213               | 25 ottobre 2011   | Mount Lemmon Survey            |
| 591144 - | 2013 CY214               | 8 febbraio 2013   | Pan-STARRS 1                   |
| 591145 - | 2013 CK215               | 24 ottobre 2011   | Pan-STARRS 1                   |
| 591146 - | 2013 CK217               | 17 gennaio 2013   | Pan-STARRS 1                   |
| 591147 - | 2013 CN218               | 8 febbraio 2013   | Pan-STARRS 1                   |
| 591148 - | 2013 CP220               | 9 febbraio 2013   | Pan-STARRS 1                   |
| 591149 - | 2013 CH223               | 17 settembre 2009 | Spacewatch                     |
| 591150 - | 2013 CQ223               | 14 dicembre 2010  | Mount Lemmon Survey            |
| 591151 - | 2013 CR223               | 15 settembre 2009 | Spacewatch                     |
| 591152 - | 2013 CE227               | 19 settembre 2010 | Spacewatch                     |
| 591153 - | 2013 CH229               | 7 febbraio 2013   | Spacewatch                     |
| 591154 - | 2013 CO229               | 26 gennaio 2007   | Spacewatch                     |
| 591155 - | 2013 CT229               | 27 luglio 2015    | Pan-STARRS 1                   |
| 591156 - | 2013 CE230               | 5 febbraio 2000   | Spacewatch                     |
| 591157 - | 2013 CV230               | 15 febbraio 2013  | Pan-STARRS 1                   |
| 591158 - | 2013 CA234               | 13 febbraio 2013  | Pan-STARRS 1                   |
| 591159 - | 2013 CO234               | 8 dicembre 2015   | Mount Lemmon Survey            |
| 591160 - | 2013 CX238               | 26 gennaio 2012   | Pan-STARRS 1                   |
| 591161 - | 2013 CS239               | 14 febbraio 2013  | Pan-STARRS 1                   |
| 591162 - | 2013 CC240               | 9 febbraio 2013   | Pan-STARRS 1                   |
| 591163 - | 2013 CS240               | 13 febbraio 2013  | Pan-STARRS 1                   |
| 591164 - | 2013 CU240               | 6 febbraio 2013   | Spacewatch                     |
| 591165 - | 2013 CV240               | 15 febbraio 2013  | Pan-STARRS 1                   |
| 591166 - | 2013 CA241               | 9 febbraio 2013   | Pan-STARRS 1                   |
| 591167 - | 2013 CG241               | 15 febbraio 2013  | Pan-STARRS 1                   |
| 591168 - | 2013 CL242               | 9 febbraio 2013   | Pan-STARRS 1                   |
| 591169 - | 2013 CY242               | 11 febbraio 2013  | CSS                            |
| 591170 - | 2013 DY3                 | 24 novembre 2011  | Mount Lemmon Survey            |
| 591171 - | 2013 DO4                 | 9 gennaio 2007    | Mount Lemmon Survey            |
| 591172 - | 2013 DY6                 | 9 gennaio 2006    | Spacewatch                     |
| 591173 - | 2013 DK10                | 12 marzo 2003     | Spacewatch                     |
| 591174 - | 2013 DZ11                | 8 febbraio 2013   | Pan-STARRS 1                   |
| 591175 - | 2013 DK13                | 30 aprile 2009    | Spacewatch                     |
| 591176 - | 2013 DW13                | 17 febbraio 2013  | Mount Lemmon Survey            |
| 591177 - | 2013 DC18                | 17 febbraio 2013  | Mount Lemmon Survey            |
| 591178 - | 2013 EW1                 | 14 febbraio 2013  | Pan-STARRS 1                   |
| 591179 - | 2013 EU9                 | 4 marzo 2013      | Siding Spring Survey           |
| 591180 - | 2013 EA12                | 14 febbraio 2013  | Pan-STARRS 1                   |
| 591181 - | 2013 EE12                | 7 febbraio 2013   | Spacewatch                     |
| 591182 - | 2013 EQ13                | 14 aprile 2008    | Mount Lemmon Survey            |
| 591183 - | 2013 ET13                | 16 settembre 2004 | Spacewatch                     |
| 591184 - | 2013 EG17                | 6 novembre 2010   | Mount Lemmon Survey            |
| 591185 - | 2013 EZ18                | 14 febbraio 2013  | Pan-STARRS 1                   |
| 591186 - | 2013 EQ19                | 4 dicembre 2005   | Spacewatch                     |
| 591187 - | 2013 EK22                | 30 novembre 2011  | Mount Lemmon Survey            |
| 591188 - | 2013 EJ23                | 24 agosto 2008    | Spacewatch                     |
| 591189 - | 2013 ET25                | 7 marzo 2013      | Spacewatch                     |
| 591190 - | 2013 EZ26                | 16 settembre 2010 | Mount Lemmon Survey            |
| 591191 - | 2013 EV29                | 3 novembre 2005   | Mount Lemmon Survey            |
| 591192 - | 2013 ED30                | 9 gennaio 2013    | Spacewatch                     |
| 591193 - | 2013 EJ31                | 17 ottobre 2010   | Elenin, L.                     |
| 591194 - | 2013 EK33                | 27 maggio 2009    | Palomar Transient Factory      |
| 591195 - | 2013 EO33                | 15 marzo 2002     | NEAT                           |
| 591196 - | 2013 EV38                | 17 febbraio 2013  | Spacewatch                     |
| 591197 - | 2013 EU41                | 14 febbraio 2002  | Spacewatch                     |
| 591198 - | 2013 EN43                | 2 settembre 2010  | Mount Lemmon Survey            |
| 591199 - | 2013 EN45                | 6 marzo 2013      | Pan-STARRS 1                   |
| 591200 - | 2013 ET47                | 28 agosto 2005    | Spacewatch                     |

## 591201-591300
| Nome     | Designazione provvisoria | Data di scoperta  | Scopritore                  |
| -------- | ------------------------ | ----------------- | --------------------------- |
| 591201 - | 2013 ED48                | 6 marzo 2013      | Pan-STARRS 1                |
| 591202 - | 2013 EP49                | 9 ottobre 2008    | Spacewatch                  |
| 591203 - | 2013 EH56                | 10 marzo 2007     | Mount Lemmon Survey         |
| 591204 - | 2013 EW64                | 30 ottobre 2010   | Mount Lemmon Survey         |
| 591205 - | 2013 EQ69                | 14 febbraio 2013  | Pan-STARRS 1                |
| 591206 - | 2013 EJ70                | 10 settembre 2010 | Mount Lemmon Survey         |
| 591207 - | 2013 ET71                | 7 marzo 2013      | Mount Lemmon Survey         |
| 591208 - | 2013 EL73                | 29 aprile 2008    | Spacewatch                  |
| 591209 - | 2013 EF76                | 16 dicembre 2006  | Mount Lemmon Survey         |
| 591210 - | 2013 EK81                | 25 ottobre 2005   | Spacewatch                  |
| 591211 - | 2013 EV84                | 13 agosto 2004    | Cerro Tololo                |
| 591212 - | 2013 EZ84                | 28 ottobre 2010   | Mount Lemmon Survey         |
| 591213 - | 2013 EN87                | 6 aprile 2008     | Mount Lemmon Survey         |
| 591214 - | 2013 EF89                | 13 marzo 2013     | CSS                         |
| 591215 - | 2013 EX90                | 7 ottobre 2005    | Mauna Kea                   |
| 591216 - | 2013 EL94                | 9 gennaio 2002    | LINEAR                      |
| 591217 - | 2013 EV95                | 11 ottobre 2010   | Mount Lemmon Survey         |
| 591218 - | 2013 EW103               | 28 novembre 2011  | Mount Lemmon Survey         |
| 591219 - | 2013 EG105               | 5 maggio 2010     | Mount Lemmon Survey         |
| 591220 - | 2013 EV105               | 13 marzo 2013     | Mount Lemmon Survey         |
| 591221 - | 2013 ER112               | 13 dicembre 2006  | Spacewatch                  |
| 591222 - | 2013 EY115               | 17 febbraio 2013  | Spacewatch                  |
| 591223 - | 2013 ER124               | 13 marzo 2013     | Spacewatch                  |
| 591224 - | 2013 EW125               | 15 marzo 2013     | Spacewatch                  |
| 591225 - | 2013 EK126               | 25 novembre 2005  | Mount Lemmon Survey         |
| 591226 - | 2013 EO127               | 28 febbraio 2008  | Spacewatch                  |
| 591227 - | 2013 EZ128               | 10 agosto 2010    | Spacewatch                  |
| 591228 - | 2013 ED129               | 21 dicembre 2006  | Spacewatch                  |
| 591229 - | 2013 EZ136               | 9 ottobre 2010    | Mount Lemmon Survey         |
| 591230 - | 2013 EV139               | 11 ottobre 2010   | Mount Lemmon Survey         |
| 591231 - | 2013 ED140               | 10 gennaio 2013   | Pan-STARRS 1                |
| 591232 - | 2013 EA149               | 13 marzo 2013     | Buie, M. W.                 |
| 591233 - | 2013 EN152               | 28 settembre 2003 | Spacewatch                  |
| 591234 - | 2013 ED159               | 5 marzo 2013      | Mount Lemmon Survey         |
| 591235 - | 2013 ES159               | 8 marzo 2013      | Pan-STARRS 1                |
| 591236 - | 2013 EC163               | 14 marzo 2013     | CSS                         |
| 591237 - | 2013 EL163               | 5 marzo 2013      | Pan-STARRS 1                |
| 591238 - | 2013 EU163               | 5 marzo 2013      | Mount Lemmon Survey         |
| 591239 - | 2013 EL165               | 28 ottobre 2016   | Pan-STARRS 1                |
| 591240 - | 2013 EZ167               | 14 marzo 2013     | Spacewatch                  |
| 591241 - | 2013 ES169               | 13 marzo 2013     | Mount Lemmon Survey         |
| 591242 - | 2013 EL170               | 4 marzo 2013      | Pan-STARRS 1                |
| 591243 - | 2013 EZ170               | 5 marzo 2013      | Pan-STARRS 1                |
| 591244 - | 2013 EV171               | 13 marzo 2013     | Mount Lemmon Survey         |
| 591245 - | 2013 FS4                 | 11 marzo 2013     | Mount Lemmon Survey         |
| 591246 - | 2013 FR5                 | 31 marzo 2008     | Mount Lemmon Survey         |
| 591247 - | 2013 FD6                 | 25 gennaio 2007   | Spacewatch                  |
| 591248 - | 2013 FO7                 | 8 febbraio 2007   | Mount Lemmon Survey         |
| 591249 - | 2013 FQ9                 | 17 ottobre 2010   | Mount Lemmon Survey         |
| 591250 - | 2013 FS11                | 24 novembre 2011  | Pan-STARRS 1                |
| 591251 - | 2013 FK12                | 19 marzo 2013     | Palomar Transient Factory   |
| 591252 - | 2013 FX17                | 31 gennaio 2009   | Spacewatch                  |
| 591253 - | 2013 FU20                | 19 marzo 2013     | Pan-STARRS 1                |
| 591254 - | 2013 FH21                | 19 marzo 2013     | Pan-STARRS 1                |
| 591255 - | 2013 FZ22                | 14 marzo 2013     | Palomar Transient Factory   |
| 591256 - | 2013 FL23                | 20 febbraio 2006  | Spacewatch                  |
| 591257 - | 2013 FZ23                | 1º ottobre 2005   | Spacewatch                  |
| 591258 - | 2013 FG24                | 26 marzo 2006     | Spacewatch                  |
| 591259 - | 2013 FZ24                | 24 marzo 2006     | Mount Lemmon Survey         |
| 591260 - | 2013 FH26                | 23 marzo 2013     | Palomar Transient Factory   |
| 591261 - | 2013 FG30                | 23 marzo 2013     | Mount Lemmon Survey         |
| 591262 - | 2013 GG4                 | 12 marzo 2013     | Mount Lemmon Survey         |
| 591263 - | 2013 GU10                | 13 ottobre 2010   | Mount Lemmon Survey         |
| 591264 - | 2013 GD11                | 11 marzo 2013     | Spacewatch                  |
| 591265 - | 2013 GE13                | 27 gennaio 2007   | Spacewatch                  |
| 591266 - | 2013 GP13                | 2 dicembre 2005   | Mauna Kea                   |
| 591267 - | 2013 GR13                | 7 febbraio 2002   | NEAT                        |
| 591268 - | 2013 GZ17                | 14 marzo 2007     | CSS                         |
| 591269 - | 2013 GL24                | 13 marzo 2013     | Pan-STARRS 1                |
| 591270 - | 2013 GZ26                | 5 aprile 2013     | Palomar Transient Factory   |
| 591271 - | 2013 GM31                | 24 ottobre 2011   | Pan-STARRS 1                |
| 591272 - | 2013 GY32                | 7 settembre 2004  | Spacewatch                  |
| 591273 - | 2013 GV33                | 20 marzo 2007     | Mount Lemmon Survey         |
| 591274 - | 2013 GP36                | 23 marzo 2007     | Cernis, K., Zdanavicius, J. |
| 591275 - | 2013 GB38                | 11 novembre 2010  | Mount Lemmon Survey         |
| 591276 - | 2013 GN48                | 3 ottobre 2006    | Mount Lemmon Survey         |
| 591277 - | 2013 GX50                | 4 novembre 2007   | Mount Lemmon Survey         |
| 591278 - | 2013 GN55                | 27 ottobre 2005   | Spacewatch                  |
| 591279 - | 2013 GO55                | 14 ottobre 2010   | Rinner, C., Kugel, F.       |
| 591280 - | 2013 GP55                | 21 febbraio 2007  | Spacewatch                  |
| 591281 - | 2013 GC56                | 11 ottobre 2010   | Mount Lemmon Survey         |
| 591282 - | 2013 GG57                | 13 ottobre 2010   | CSS                         |
| 591283 - | 2013 GJ63                | 2 aprile 2005     | Mount Lemmon Survey         |
| 591284 - | 2013 GQ64                | 16 marzo 2013     | Spacewatch                  |
| 591285 - | 2013 GV65                | 6 aprile 2013     | Mount Lemmon Survey         |
| 591286 - | 2013 GS69                | 31 gennaio 2009   | Spacewatch                  |
| 591287 - | 2013 GL72                | 11 aprile 2013    | ESA OGS                     |
| 591288 - | 2013 GU75                | 12 marzo 2013     | CSS                         |
| 591289 - | 2013 GO78                | 20 gennaio 2009   | Mount Lemmon Survey         |
| 591290 - | 2013 GE83                | 14 aprile 2013    | Ries, J. G.                 |
| 591291 - | 2013 GZ84                | 2 ottobre 2010    | Mount Lemmon Survey         |
| 591292 - | 2013 GV86                | 20 gennaio 2012   | Spacewatch                  |
| 591293 - | 2013 GO95                | 13 aprile 2002    | NEAT                        |
| 591294 - | 2013 GF97                | 20 gennaio 2009   | Spacewatch                  |
| 591295 - | 2013 GN98                | 14 aprile 2007    | Gierlinger, R.              |
| 591296 - | 2013 GH105               | 1º novembre 2010  | Kuli, Z.                    |
| 591297 - | 2013 GY106               | 10 aprile 2013    | Pan-STARRS 1                |
| 591298 - | 2013 GK108               | 27 marzo 1996     | Spacewatch                  |
| 591299 - | 2013 GY109               | 18 marzo 2013     | Spacewatch                  |
| 591300 - | 2013 GC110               | 18 marzo 2013     | Spacewatch                  |

## 591301-591400
| Nome     | Designazione provvisoria | Data di scoperta  | Scopritore                     |
| -------- | ------------------------ | ----------------- | ------------------------------ |
| 591301 - | 2013 GB117               | 1º aprile 2013    | Mount Lemmon Survey            |
| 591302 - | 2013 GE121               | 16 ottobre 2010   | Holmes, R.                     |
| 591303 - | 2013 GL129               | 29 settembre 2011 | Mount Lemmon Survey            |
| 591304 - | 2013 GC130               | 29 settembre 2005 | Mount Lemmon Survey            |
| 591305 - | 2013 GC133               | 12 settembre 2005 | Spacewatch                     |
| 591306 - | 2013 GU133               | 27 febbraio 2006  | Spacewatch                     |
| 591307 - | 2013 GC135               | 13 aprile 2013    | Pan-STARRS 1                   |
| 591308 - | 2013 GD141               | 15 aprile 2013    | Pan-STARRS 1                   |
| 591309 - | 2013 GF142               | 11 aprile 2013    | Spacewatch                     |
| 591310 - | 2013 GF143               | 27 gennaio 2007   | Spacewatch                     |
| 591311 - | 2013 GG143               | 15 aprile 2013    | Pan-STARRS 1                   |
| 591312 - | 2013 GP145               | 21 febbraio 2007  | Spacewatch                     |
| 591313 - | 2013 GC151               | 10 aprile 2013    | Pan-STARRS 1                   |
| 591314 - | 2013 GK151               | 13 aprile 2013    | Pan-STARRS 1                   |
| 591315 - | 2013 HF1                 | 25 dicembre 2005  | Spacewatch                     |
| 591316 - | 2013 HD4                 | 22 dicembre 2012  | Pan-STARRS 1                   |
| 591317 - | 2013 HM12                | 9 luglio 2010     | WISE                           |
| 591318 - | 2013 HS13                | 13 marzo 2002     | Spacewatch                     |
| 591319 - | 2013 HR16                | 16 marzo 2013     | Spacewatch                     |
| 591320 - | 2013 HX17                | 8 aprile 2013     | Mount Lemmon Survey            |
| 591321 - | 2013 HT33                | 16 aprile 2013    | Cerro Tololo-DECam             |
| 591322 - | 2013 HY33                | 16 settembre 2009 | Mount Lemmon Survey            |
| 591323 - | 2013 HS37                | 11 aprile 2013    | ESA OGS                        |
| 591324 - | 2013 HR42                | 16 febbraio 2001  | Tenagra II                     |
| 591325 - | 2013 HB55                | 9 aprile 2013     | Pan-STARRS 1                   |
| 591326 - | 2013 HR55                | 13 marzo 2013     | Spacewatch                     |
| 591327 - | 2013 HH56                | 1º febbraio 2012  | Mount Lemmon Survey            |
| 591328 - | 2013 HT56                | 16 aprile 2013    | Cerro Tololo-DECam             |
| 591329 - | 2013 HH67                | 16 marzo 2007     | Mount Lemmon Survey            |
| 591330 - | 2013 HH74                | 18 marzo 2007     | Spacewatch                     |
| 591331 - | 2013 HE76                | 9 aprile 2013     | Pan-STARRS 1                   |
| 591332 - | 2013 HL82                | 10 settembre 2007 | Mount Lemmon Survey            |
| 591333 - | 2013 HT85                | 10 marzo 2002     | Spacewatch                     |
| 591334 - | 2013 HH88                | 10 aprile 2013    | Pan-STARRS 1                   |
| 591335 - | 2013 HJ103               | 16 aprile 2013    | Cerro Tololo-DECam             |
| 591336 - | 2013 HY105               | 29 ottobre 2011   | Elenin, L.                     |
| 591337 - | 2013 HR108               | 8 ottobre 2004    | Spacewatch                     |
| 591338 - | 2013 HV108               | 10 ottobre 2004   | Spacewatch                     |
| 591339 - | 2013 HX108               | 29 settembre 2003 | Spacewatch                     |
| 591340 - | 2013 HH115               | 3 dicembre 2008   | Mount Lemmon Survey            |
| 591341 - | 2013 HH127               | 3 novembre 2010   | Mount Lemmon Survey            |
| 591342 - | 2013 HL128               | 21 gennaio 2002   | Spacewatch                     |
| 591343 - | 2013 HR137               | 10 settembre 2010 | Mount Lemmon Survey            |
| 591344 - | 2013 HA140               | 4 ottobre 2004    | Spacewatch                     |
| 591345 - | 2013 HF146               | 9 aprile 2013     | Pan-STARRS 1                   |
| 591346 - | 2013 JM3                 | 9 ottobre 2005    | Spacewatch                     |
| 591347 - | 2013 JC7                 | 31 ottobre 2010   | Kuli, Z., Sarneczky, K.        |
| 591348 - | 2013 JQ9                 | 22 settembre 2003 | Spacewatch                     |
| 591349 - | 2013 JQ18                | 15 ottobre 2004   | Mount Lemmon Survey            |
| 591350 - | 2013 JG28                | 22 febbraio 2009  | Spacewatch                     |
| 591351 - | 2013 JH39                | 1º marzo 2009     | Mount Lemmon Survey            |
| 591352 - | 2013 JH48                | 2 ottobre 2010    | Schwartz, M., Holvorcem, P. R. |
| 591353 - | 2013 JD52                | 17 aprile 2013    | Elenin, L.                     |
| 591354 - | 2013 JF52                | 30 aprile 2006    | Spacewatch                     |
| 591355 - | 2013 JA53                | 18 settembre 2003 | Spacewatch                     |
| 591356 - | 2013 JQ53                | 14 marzo 2007     | Mount Lemmon Survey            |
| 591357 - | 2013 JB55                | 29 gennaio 2009   | Mount Lemmon Survey            |
| 591358 - | 2013 JY65                | 8 maggio 2013     | Pan-STARRS 1                   |
| 591359 - | 2013 JU69                | 15 marzo 2009     | Spacewatch                     |
| 591360 - | 2013 JW75                | 3 maggio 2013     | Pan-STARRS 1                   |
| 591361 - | 2013 KS2                 | 21 febbraio 2009  | Spacewatch                     |
| 591362 - | 2013 KD19                | 11 marzo 2005     | Spacewatch                     |
| 591363 - | 2013 LB13                | 1º febbraio 2005  | Spacewatch                     |
| 591364 - | 2013 LA35                | 17 novembre 2011  | Mount Lemmon Survey            |
| 591365 - | 2013 LP40                | 30 giugno 2013    | Pan-STARRS 1                   |
| 591366 - | 2013 LA41                | 15 giugno 2013    | Mount Lemmon Survey            |
| 591367 - | 2013 MO2                 | 16 gennaio 2005   | Spacewatch                     |
| 591368 - | 2013 MW7                 | 7 giugno 2002     | NEAT                           |
| 591369 - | 2013 MW13                | 18 giugno 2013    | Pan-STARRS 1                   |
| 591370 - | 2013 ME14                | 18 giugno 2013    | Pan-STARRS 1                   |
| 591371 - | 2013 MF15                | 18 giugno 2013    | Pan-STARRS 1                   |
| 591372 - | 2013 NH5                 | 21 gennaio 2012   | Pan-STARRS 1                   |
| 591373 - | 2013 NM9                 | 2 dicembre 2010   | Mount Lemmon Survey            |
| 591374 - | 2013 ND17                | 13 febbraio 2008  | Mount Lemmon Survey            |
| 591375 - | 2013 NB22                | 13 luglio 2013    | Pan-STARRS 1                   |
| 591376 - | 2013 NL24                | 14 luglio 2013    | Pan-STARRS 1                   |
| 591377 - | 2013 NY30                | 14 luglio 2013    | Pan-STARRS 1                   |
| 591378 - | 2013 NG33                | 14 luglio 2013    | Pan-STARRS 1                   |
| 591379 - | 2013 NC41                | 14 luglio 2013    | Pan-STARRS 1                   |
| 591380 - | 2013 NA49                | 15 luglio 2013    | Pan-STARRS 1                   |
| 591381 - | 2013 OB                  | 26 dicembre 2011  | Sarneczky, K.                  |
| 591382 - | 2013 PQ6                 | 3 agosto 2013     | Pan-STARRS 1                   |
| 591383 - | 2013 PN13                | 6 agosto 2013     | ESA OGS                        |
| 591384 - | 2013 PK29                | 1º febbraio 2012  | Mount Lemmon Survey            |
| 591385 - | 2013 PJ30                | 8 agosto 2013     | Spacewatch                     |
| 591386 - | 2013 PG31                | 19 settembre 1998 | SDSS Collaboration             |
| 591387 - | 2013 PC32                | 6 aprile 2008     | Spacewatch                     |
| 591388 - | 2013 PM42                | 31 gennaio 2012   | Mount Lemmon Survey            |
| 591389 - | 2013 PF59                | 29 luglio 2008    | Mount Lemmon Survey            |
| 591390 - | 2013 PK63                | 4 ottobre 2006    | Mount Lemmon Survey            |
| 591391 - | 2013 PC81                | 27 settembre 2000 | Spacewatch                     |
| 591392 - | 2013 PE84                | 21 giugno 2010    | Pan-STARRS 1                   |
| 591393 - | 2013 PP84                | 4 agosto 2013     | Pan-STARRS 1                   |
| 591394 - | 2013 PE98                | 15 agosto 2013    | Pan-STARRS 1                   |
| 591395 - | 2013 PY102               | 4 agosto 2013     | Pan-STARRS 1                   |
| 591396 - | 2013 PR103               | 5 agosto 2013     | Sarneczky, K.                  |
| 591397 - | 2013 PE111               | 15 agosto 2013    | Pan-STARRS 1                   |
| 591398 - | 2013 PG115               | 9 agosto 2013     | Spacewatch                     |
| 591399 - | 2013 QV3                 | 9 dicembre 2010   | Mount Lemmon Survey            |
| 591400 - | 2013 QF6                 | 17 agosto 2013    | Pan-STARRS 1                   |

## 591401-591500
| Nome             | Designazione provvisoria | Data di scoperta  | Scopritore                                     |
| ---------------- | ------------------------ | ----------------- | ---------------------------------------------- |
| 591401 -         | 2013 QA22                | 30 luglio 2013    | Spacewatch                                     |
| 591402 -         | 2013 QF23                | 26 agosto 2013    | Pan-STARRS 1                                   |
| 591403 -         | 2013 QV27                | 28 agosto 2013    | Mount Lemmon Survey                            |
| 591404 -         | 2013 QY32                | 30 agosto 2013    | Pan-STARRS 1                                   |
| 591405 -         | 2013 QZ34                | 17 giugno 2013    | Mount Lemmon Survey                            |
| 591406 -         | 2013 QD35                | 10 febbraio 2011  | Mount Lemmon Survey                            |
| 591407 -         | 2013 QX36                | 8 agosto 2013     | Spacewatch                                     |
| 591408 -         | 2013 QK60                | 26 agosto 2013    | Pan-STARRS 1                                   |
| 591409 -         | 2013 QO64                | 22 maggio 2006    | Spacewatch                                     |
| 591410 -         | 2013 QN72                | 11 gennaio 2008   | Mount Lemmon Survey                            |
| 591411 -         | 2013 QV75                | 16 agosto 2009    | Spacewatch                                     |
| 591412 -         | 2013 QP76                | 17 agosto 2013    | Pan-STARRS 1                                   |
| 591413 -         | 2013 QP82                | 7 agosto 2013     | ESA OGS                                        |
| 591414 -         | 2013 QW84                | 8 agosto 2013     | Spacewatch                                     |
| 591415 -         | 2013 QT92                | 5 agosto 2013     | ESA OGS                                        |
| 591416 -         | 2013 QR94                | 13 dicembre 2006  | Mount Lemmon Survey                            |
| 591417 -         | 2013 QK96                | 31 agosto 2013    | Skvarc, J.                                     |
| 591418 -         | 2013 QS97                | 19 gennaio 2015   | CSS                                            |
| 591419 -         | 2013 QJ98                | 21 dicembre 2014  | Pan-STARRS 1                                   |
| 591420 -         | 2013 RA8                 | 14 gennaio 2011   | Schwab, E.                                     |
| 591421 -         | 2013 RU8                 | 3 gennaio 2011    | Schwab, E.                                     |
| 591422 -         | 2013 RR12                | 27 ottobre 2009   | Spacewatch                                     |
| 591423 -         | 2013 RW14                | 28 febbraio 2008  | Spacewatch                                     |
| 591424 -         | 2013 RQ16                | 27 settembre 2009 | Mount Lemmon Survey                            |
| 591425 -         | 2013 RK19                | 1º agosto 2009    | Spacewatch                                     |
| 591426 Adalawson | 2013 RP21                | 2 settembre 2013  | Falla, N.                                      |
| 591427 -         | 2013 RM24                | 10 novembre 2006  | Spacewatch                                     |
| 591428 -         | 2013 RZ28                | 4 settembre 2013  | Mount Lemmon Survey                            |
| 591429 -         | 2013 RL33                | 5 settembre 2013  | CSS                                            |
| 591430 -         | 2013 RW34                | 19 gennaio 2004   | LINEAR                                         |
| 591431 -         | 2013 RP44                | 5 luglio 2005     | Spacewatch                                     |
| 591432 -         | 2013 RV62                | 1º settembre 2013 | Mount Lemmon Survey                            |
| 591433 -         | 2013 RT72                | 26 febbraio 2012  | Pan-STARRS 1                                   |
| 591434 -         | 2013 RY98                | 3 settembre 2013  | Hormuth, F.                                    |
| 591435 -         | 2013 RX100               | 20 agosto 2009    | Spacewatch                                     |
| 591436 -         | 2013 RQ108               | 9 settembre 2013  | Pan-STARRS 1                                   |
| 591437 -         | 2013 RN110               | 13 settembre 2013 | Mount Lemmon Survey                            |
| 591438 -         | 2013 RT113               | 6 settembre 2013  | Spacewatch                                     |
| 591439 -         | 2013 RK143               | 13 settembre 2013 | Mount Lemmon Survey                            |
| 591440 -         | 2013 SK                  | 19 giugno 2010    | CSS                                            |
| 591441 -         | 2013 SW1                 | 18 settembre 2009 | Spacewatch                                     |
| 591442 -         | 2013 SU5                 | 20 agosto 2009    | Spacewatch                                     |
| 591443 -         | 2013 SK25                | 27 settembre 2013 | Rinner, C.                                     |
| 591444 -         | 2013 SA53                | 28 settembre 2001 | NEAT                                           |
| 591445 -         | 2013 SO53                | 21 febbraio 2006  | Mount Lemmon Survey                            |
| 591446 -         | 2013 SZ53                | 12 aprile 2011    | Mount Lemmon Survey                            |
| 591447 -         | 2013 SQ55                | 25 settembre 2005 | Spacewatch                                     |
| 591448 -         | 2013 SV62                | 16 novembre 2006  | LUSS                                           |
| 591449 -         | 2013 SU66                | 5 agosto 2005     | NEAT                                           |
| 591450 -         | 2013 SP70                | 7 aprile 2003     | Spacewatch                                     |
| 591451 -         | 2013 SS72                | 1º settembre 2013 | Mount Lemmon Survey                            |
| 591452 -         | 2013 SL75                | 25 settembre 2013 | Mount Lemmon Survey                            |
| 591453 -         | 2013 SM76                | 14 settembre 2013 | Pan-STARRS 1                                   |
| 591454 -         | 2013 SJ94                | 27 febbraio 2015  | Pan-STARRS 1                                   |
| 591455 -         | 2013 SY97                | 24 febbraio 2017  | Pan-STARRS 1                                   |
| 591456 -         | 2013 SE98                | 10 settembre 2013 | Pan-STARRS 1                                   |
| 591457 -         | 2013 TK12                | 5 settembre 2013  | Elenin, L.                                     |
| 591458 -         | 2013 TR21                | 1º ottobre 2013   | Mount Lemmon Survey                            |
| 591459 -         | 2013 TM34                | 6 marzo 2002      | NEAT                                           |
| 591460 -         | 2013 TR34                | 4 dicembre 2002   | Kitt Peak                                      |
| 591461 -         | 2013 TO54                | 4 ottobre 2013    | Mount Lemmon Survey                            |
| 591462 -         | 2013 TR63                | 27 aprile 2012    | Pan-STARRS 1                                   |
| 591463 -         | 2013 TD65                | 18 settembre 2009 | Spacewatch                                     |
| 591464 -         | 2013 TG75                | 1º aprile 2003    | NEAT                                           |
| 591465 -         | 2013 TG76                | 4 ottobre 2013    | Spacewatch                                     |
| 591466 -         | 2013 TG81                | 11 ottobre 2005   | Spacewatch                                     |
| 591467 -         | 2013 TL82                | 1º ottobre 2013   | Mount Lemmon Survey                            |
| 591468 -         | 2013 TB83                | 4 luglio 2005     | NEAT                                           |
| 591469 -         | 2013 TG106               | 30 settembre 2005 | Mount Lemmon Survey                            |
| 591470 -         | 2013 TU116               | 30 settembre 2005 | Spacewatch                                     |
| 591471 -         | 2013 TX132               | 5 novembre 2005   | CSS                                            |
| 591472 -         | 2013 TR155               | 29 dicembre 2005  | Mount Lemmon Survey                            |
| 591473 -         | 2013 TQ159               | 24 ottobre 2009   | Spacewatch                                     |
| 591474 -         | 2013 TT164               | 7 ottobre 2013    | Spacewatch                                     |
| 591475 -         | 2013 TF165               | 16 ottobre 2009   | Mount Lemmon Survey                            |
| 591476 -         | 2013 TN166               | 10 agosto 2007    | Spacewatch                                     |
| 591477 -         | 2013 TJ168               | 3 ottobre 2013    | Pan-STARRS 1                                   |
| 591478 -         | 2013 TW170               | 9 novembre 2009   | Spacewatch                                     |
| 591479 -         | 2013 TB171               | 14 ottobre 2009   | Bickel, W.                                     |
| 591480 -         | 2013 TN171               | 5 ottobre 2013    | Pan-STARRS 1                                   |
| 591481 -         | 2013 TT171               | 9 ottobre 2013    | Spacewatch                                     |
| 591482 -         | 2013 TR172               | 6 ottobre 2013    | Spacewatch                                     |
| 591483 -         | 2013 TO173               | 3 ottobre 2013    | Pan-STARRS 1                                   |
| 591484 -         | 2013 TM175               | 3 ottobre 2013    | Spacewatch                                     |
| 591485 -         | 2013 TP176               | 5 ottobre 2013    | Elenin, L.                                     |
| 591486 -         | 2013 TA188               | 1º ottobre 2014   | Bernardinelli, P. H., Bernstein, G. , Sako, M. |
| 591487 -         | 2013 TH201               | 3 ottobre 2013    | Pan-STARRS 1                                   |
| 591488 -         | 2013 UD3                 | 31 dicembre 2008  | Spacewatch                                     |
| 591489 -         | 2013 UE10                | 30 ottobre 2013   | Oreshko, A.                                    |
| 591490 -         | 2013 UT13                | 24 ottobre 2005   | Spacewatch                                     |
| 591491 -         | 2013 UZ18                | 17 novembre 2009  | Mount Lemmon Survey                            |
| 591492 -         | 2013 UC19                | 16 ottobre 2013   | Mount Lemmon Survey                            |
| 591493 -         | 2013 UF19                | 26 ottobre 2013   | Mount Lemmon Survey                            |
| 591494 -         | 2013 UZ21                | 30 ottobre 2013   | Spacewatch                                     |
| 591495 -         | 2013 UF22                | 23 ottobre 2013   | Pan-STARRS 1                                   |
| 591496 -         | 2013 UP23                | 25 ottobre 2013   | Mount Lemmon Survey                            |
| 591497 -         | 2013 UU24                | 28 ottobre 2013   | Mount Lemmon Survey                            |
| 591498 -         | 2013 UF33                | 26 ottobre 2013   | Mount Lemmon Survey                            |
| 591499 -         | 2013 UA34                | 25 ottobre 2013   | Mount Lemmon Survey                            |
| 591500 -         | 2013 UP39                | 28 ottobre 2013   | CSS                                            |

## 591501-591600
| Nome                | Designazione provvisoria | Data di scoperta  | Scopritore                     |
| ------------------- | ------------------------ | ----------------- | ------------------------------ |
| 591501 -            | 2013 UR39                | 24 ottobre 2013   | Mount Lemmon Survey            |
| 591502 -            | 2013 UF42                | 28 ottobre 2013   | Mount Lemmon Survey            |
| 591503 -            | 2013 VP9                 | 14 maggio 2012    | Pan-STARRS 1                   |
| 591504 -            | 2013 VQ9                 | 7 novembre 2013   | Spacewatch                     |
| 591505 -            | 2013 VZ14                | 12 ottobre 2013   | Spacewatch                     |
| 591506 -            | 2013 VE21                | 1º aprile 2003    | Buie, M. W., Jordan, A. B.     |
| 591507 -            | 2013 VQ28                | 4 settembre 2008  | Spacewatch                     |
| 591508 -            | 2013 VB29                | 27 febbraio 2006  | CSS                            |
| 591509 -            | 2013 VZ30                | 11 novembre 2009  | Spacewatch                     |
| 591510 -            | 2013 VN32                | 27 marzo 1995     | Spacewatch                     |
| 591511 -            | 2013 VU32                | 2 novembre 2013   | Mount Lemmon Survey            |
| 591512 -            | 2013 VP33                | 2 novembre 2013   | Mount Lemmon Survey            |
| 591513 -            | 2013 VF34                | 22 gennaio 2015   | Pan-STARRS 1                   |
| 591514 -            | 2013 VO42                | 20 gennaio 2015   | Pan-STARRS 1                   |
| 591515 -            | 2013 VE43                | 12 novembre 2013  | Mount Lemmon Survey            |
| 591516 -            | 2013 VV43                | 4 novembre 2013   | Mount Lemmon Survey            |
| 591517 -            | 2013 VC50                | 9 novembre 2013   | Pan-STARRS 1                   |
| 591518 -            | 2013 VQ53                | 8 novembre 2013   | Mount Lemmon Survey            |
| 591519 -            | 2013 VA58                | 13 settembre 2004 | Spacewatch                     |
| 591520 -            | 2013 VV61                | 23 novembre 2009  | Spacewatch                     |
| 591521 -            | 2013 WT1                 | 25 novembre 2013  | Schwartz, M., Holvorcem, P. R. |
| 591522 -            | 2013 WT4                 | 1º dicembre 2005  | Spacewatch                     |
| 591523 -            | 2013 WD12                | 13 maggio 2011    | Pan-STARRS 1                   |
| 591524 -            | 2013 WY23                | 28 settembre 2000 | Spacewatch                     |
| 591525 -            | 2013 WX27                | 8 dicembre 2005   | Spacewatch                     |
| 591526 -            | 2013 WN29                | 24 dicembre 2005  | Spacewatch                     |
| 591527 -            | 2013 WK37                | 27 novembre 2013  | Pan-STARRS 1                   |
| 591528 -            | 2013 WJ38                | 28 novembre 2013  | Spacewatch                     |
| 591529 -            | 2013 WU41                | 28 novembre 2013  | Mount Lemmon Survey            |
| 591530 -            | 2013 WP42                | 13 novembre 2002  | NEAT                           |
| 591531 -            | 2013 WD46                | 13 marzo 2011     | Spacewatch                     |
| 591532 -            | 2013 WG57                | 17 giugno 2004    | Spacewatch                     |
| 591533 -            | 2013 WS62                | 22 gennaio 2002   | Spacewatch                     |
| 591534 -            | 2013 WU65                | 27 gennaio 2006   | Spacewatch                     |
| 591535 -            | 2013 WD67                | 15 ottobre 2004   | Mount Lemmon Survey            |
| 591536 -            | 2013 WL67                | 29 novembre 2013  | Pan-STARRS 1                   |
| 591537 -            | 2013 WD71                | 8 ottobre 2004    | Spacewatch                     |
| 591538 -            | 2013 WJ73                | 19 novembre 2009  | Spacewatch                     |
| 591539 -            | 2013 WJ74                | 26 novembre 2013  | Pan-STARRS 1                   |
| 591540 -            | 2013 WY77                | 9 novembre 2009   | Mount Lemmon Survey            |
| 591541 -            | 2013 WU84                | 7 agosto 2004     | NEAT                           |
| 591542 -            | 2013 WV84                | 10 novembre 2009  | Spacewatch                     |
| 591543 -            | 2013 WE86                | 4 aprile 2002     | NEAT                           |
| 591544 -            | 2013 WR87                | 19 dicembre 2001  | NEAT                           |
| 591545 -            | 2013 WW94                | 8 novembre 2013   | Spacewatch                     |
| 591546 -            | 2013 WZ96                | 2 novembre 2013   | Mount Lemmon Survey            |
| 591547 -            | 2013 WB102               | 12 maggio 2012    | Pan-STARRS 1                   |
| 591548 -            | 2013 WL103               | 18 novembre 2009  | Spacewatch                     |
| 591549 -            | 2013 WB105               | 15 maggio 2012    | Mount Lemmon Survey            |
| 591550 -            | 2013 WH105               | 20 agosto 2003    | NEAT                           |
| 591551 -            | 2013 WO109               | 12 maggio 2007    | Mount Lemmon Survey            |
| 591552 -            | 2013 WH114               | 28 novembre 2013  | Mount Lemmon Survey            |
| 591553 -            | 2013 WK114               | 29 dicembre 2014  | Pan-STARRS 1                   |
| 591554 -            | 2013 WM114               | 28 novembre 2013  | CSS                            |
| 591555 -            | 2013 WJ115               | 12 novembre 2013  | Mount Lemmon Survey            |
| 591556 -            | 2013 WV117               | 28 novembre 2013  | Mount Lemmon Survey            |
| 591557 -            | 2013 WT118               | 3 maggio 2016     | Pan-STARRS 1                   |
| 591558 -            | 2013 WZ121               | 26 novembre 2013  | Mount Lemmon Survey            |
| 591559 -            | 2013 WW129               | 28 novembre 2013  | Mount Lemmon Survey            |
| 591560 -            | 2013 XQ                  | 15 ottobre 2004   | Spacewatch                     |
| 591561 -            | 2013 XN1                 | 29 luglio 2000    | Buie, M. W., Kern, S. D.       |
| 591562 -            | 2013 XT2                 | 8 giugno 2012     | Mount Lemmon Survey            |
| 591563 -            | 2013 XH11                | 11 novembre 2013  | Mount Lemmon Survey            |
| 591564 -            | 2013 XM11                | 27 novembre 2013  | Elenin, L.                     |
| 591565 -            | 2013 XJ19                | 6 novembre 2013   | Schwartz, M., Holvorcem, P. R. |
| 591566 -            | 2013 XX24                | 29 novembre 2013  | Palomar Transient Factory      |
| 591567 -            | 2013 XC27                | 17 febbraio 2010  | Mount Lemmon Survey            |
| 591568 -            | 2013 XJ28                | 29 ottobre 2008   | Mount Lemmon Survey            |
| 591569 -            | 2013 XQ28                | 29 novembre 2013  | Spacewatch                     |
| 591570 -            | 2013 XV28                | 3 dicembre 2013   | Mount Lemmon Survey            |
| 591571 -            | 2013 XJ32                | 4 agosto 2017     | Pan-STARRS 1                   |
| 591572 -            | 2013 YJ3                 | 10 marzo 2011     | Spacewatch                     |
| 591573 -            | 2013 YT5                 | 13 dicembre 2013  | Mount Lemmon Survey            |
| 591574 -            | 2013 YY5                 | 3 novembre 2008   | Mount Lemmon Survey            |
| 591575 -            | 2013 YV9                 | 17 febbraio 2010  | Mount Lemmon Survey            |
| 591576 -            | 2013 YK10                | 9 dicembre 2013   | PMO NEO Survey Program         |
| 591577 -            | 2013 YL14                | 7 ottobre 2004    | LINEAR                         |
| 591578 -            | 2013 YN15                | 24 dicembre 2013  | Mount Lemmon Survey            |
| 591579 -            | 2013 YP16                | 23 febbraio 2007  | Mount Lemmon Survey            |
| 591580 -            | 2013 YY16                | 20 agosto 2000    | Spacewatch                     |
| 591581 -            | 2013 YS17                | 7 settembre 2008  | CSS                            |
| 591582 -            | 2013 YY18                | 10 febbraio 2010  | Spacewatch                     |
| 591583 -            | 2013 YZ18                | 31 gennaio 2009   | Spacewatch                     |
| 591584 -            | 2013 YB26                | 25 settembre 2009 | Spacewatch                     |
| 591585 -            | 2013 YW28                | 16 giugno 2012    | Pan-STARRS 1                   |
| 591586 -            | 2013 YH29                | 15 agosto 2004    | Siding Spring Survey           |
| 591587 -            | 2013 YB31                | 6 gennaio 2006    | Mount Lemmon Survey            |
| 591588 -            | 2013 YD32                | 25 dicembre 2013  | Mount Lemmon Survey            |
| 591589 -            | 2013 YY40                | 8 marzo 2003      | LINEAR                         |
| 591590 -            | 2013 YJ42                | 9 dicembre 2004   | Spacewatch                     |
| 591591 -            | 2013 YN44                | 25 gennaio 2006   | Spacewatch                     |
| 591592 Carlanderson | 2013 YX44                | 3 dicembre 2013   | Ory, M.                        |
| 591593 -            | 2013 YU45                | 18 febbraio 2010  | Mount Lemmon Survey            |
| 591594 -            | 2013 YY48                | 24 dicembre 2013  | Mount Lemmon Survey            |
| 591595 -            | 2013 YH50                | 23 settembre 2008 | Mount Lemmon Survey            |
| 591596 -            | 2013 YT51                | 18 settembre 2003 | NEAT                           |
| 591597 -            | 2013 YD54                | 10 dicembre 2013  | Mount Lemmon Survey            |
| 591598 -            | 2013 YV54                | 25 dicembre 2005  | Spacewatch                     |
| 591599 -            | 2013 YV59                | 4 dicembre 2013   | Pan-STARRS 1                   |
| 591600 -            | 2013 YC65                | 28 dicembre 2013  | Spacewatch                     |

## 591601-591700
| Nome     | Designazione provvisoria | Data di scoperta  | Scopritore                        |
| -------- | ------------------------ | ----------------- | --------------------------------- |
| 591601 - | 2013 YF65                | 30 novembre 2008  | Mount Lemmon Survey               |
| 591602 - | 2013 YS65                | 3 marzo 2005      | CSS                               |
| 591603 - | 2013 YN68                | 19 gennaio 2004   | Spacewatch                        |
| 591604 - | 2013 YW71                | 10 dicembre 2013  | Mount Lemmon Survey               |
| 591605 - | 2013 YH73                | 14 agosto 2012    | Pan-STARRS 1                      |
| 591606 - | 2013 YN77                | 22 ottobre 2008   | Spacewatch                        |
| 591607 - | 2013 YE78                | 6 novembre 2008   | Spacewatch                        |
| 591608 - | 2013 YT80                | 8 novembre 2008   | Spacewatch                        |
| 591609 - | 2013 YC81                | 22 ottobre 2008   | Spacewatch                        |
| 591610 - | 2013 YT81                | 28 dicembre 2013  | Spacewatch                        |
| 591611 - | 2013 YF89                | 28 dicembre 2013  | Spacewatch                        |
| 591612 - | 2013 YP91                | 9 ottobre 2004    | Spacewatch                        |
| 591613 - | 2013 YO95                | 16 gennaio 2005   | Spacewatch                        |
| 591614 - | 2013 YP97                | 11 dicembre 2013  | Mount Lemmon Survey               |
| 591615 - | 2013 YA98                | 13 maggio 2002    | NEAT                              |
| 591616 - | 2013 YK98                | 10 dicembre 2013  | Mount Lemmon Survey               |
| 591617 - | 2013 YK101               | 3 settembre 2008  | OAM Observatory                   |
| 591618 - | 2013 YS104               | 28 dicembre 2013  | Mount Lemmon Survey               |
| 591619 - | 2013 YZ105               | 30 dicembre 2013  | Pan-STARRS 1                      |
| 591620 - | 2013 YF106               | 29 novembre 2013  | Spacewatch                        |
| 591621 - | 2013 YO111               | 29 dicembre 2013  | Pan-STARRS 1                      |
| 591622 - | 2013 YG112               | 13 marzo 2010     | Mount Lemmon Survey               |
| 591623 - | 2013 YK114               | 9 settembre 2012  | Bickel, W.                        |
| 591624 - | 2013 YT114               | 6 febbraio 1997   | Spacewatch                        |
| 591625 - | 2013 YF116               | 22 luglio 2011    | Pan-STARRS 1                      |
| 591626 - | 2013 YH118               | 7 dicembre 2013   | Spacewatch                        |
| 591627 - | 2013 YK120               | 26 dicembre 2013  | Mount Lemmon Survey               |
| 591628 - | 2013 YM120               | 30 dicembre 2013  | Pan-STARRS 1                      |
| 591629 - | 2013 YG122               | 30 dicembre 2013  | Pan-STARRS 1                      |
| 591630 - | 2013 YF124               | 28 novembre 2013  | Mount Lemmon Survey               |
| 591631 - | 2013 YL125               | 19 gennaio 2005   | Spacewatch                        |
| 591632 - | 2013 YS127               | 31 dicembre 2013  | Pan-STARRS 1                      |
| 591633 - | 2013 YV130               | 4 dicembre 2008   | Spacewatch                        |
| 591634 - | 2013 YG132               | 1º novembre 2008  | Mount Lemmon Survey               |
| 591635 - | 2013 YJ135               | 20 novembre 2008  | Spacewatch                        |
| 591636 - | 2013 YV142               | 31 dicembre 2013  | Mount Lemmon Survey               |
| 591637 - | 2013 YB144               | 30 dicembre 2008  | Mount Lemmon Survey               |
| 591638 - | 2013 YS147               | 1º novembre 2008  | Mount Lemmon Survey               |
| 591639 - | 2013 YO148               | 31 dicembre 2013  | Elenin, L.                        |
| 591640 - | 2013 YB150               | 17 ottobre 2013   | Pan-STARRS 1                      |
| 591641 - | 2013 YC150               | 6 settembre 2012  | Mount Lemmon Survey               |
| 591642 - | 2014 AE1                 | 6 novembre 2013   | Mount Lemmon Survey               |
| 591643 - | 2014 AD3                 | 1º gennaio 2014   | Pan-STARRS 1                      |
| 591644 - | 2014 AJ4                 | 26 novembre 2013  | Mount Lemmon Survey               |
| 591645 - | 2014 AM5                 | 10 febbraio 2002  | LINEAR                            |
| 591646 - | 2014 AY8                 | 1º gennaio 2014   | Pan-STARRS 1                      |
| 591647 - | 2014 AT12                | 25 novembre 2013  | Schwartz, M., Holvorcem, P. R.    |
| 591648 - | 2014 AH20                | 7 dicembre 2005   | Spacewatch                        |
| 591649 - | 2014 AX21                | 23 novembre 2000  | AMOS                              |
| 591650 - | 2014 AK24                | 10 ottobre 2012   | Mount Lemmon Survey               |
| 591651 - | 2014 AN25                | 3 gennaio 2014    | Spacewatch                        |
| 591652 - | 2014 AH26                | 3 gennaio 2014    | Spacewatch                        |
| 591653 - | 2014 AG38                | 3 gennaio 2014    | Holmes, R.                        |
| 591654 - | 2014 AN39                | 1º novembre 2008  | Spacewatch                        |
| 591655 - | 2014 AM48                | 13 marzo 2010     | Spacewatch                        |
| 591656 - | 2014 AE57                | 25 settembre 1998 | SDSS Collaboration                |
| 591657 - | 2014 AU58                | 4 febbraio 2005   | Spacewatch                        |
| 591658 - | 2014 AC59                | 15 settembre 2012 | CSS                               |
| 591659 - | 2014 AZ59                | 10 gennaio 2014   | Spacewatch                        |
| 591660 - | 2014 AC62                | 2 gennaio 2014    | Mount Lemmon Survey               |
| 591661 - | 2014 BJ1                 | 7 ottobre 2012    | Pan-STARRS 1                      |
| 591662 - | 2014 BU1                 | 27 novembre 2000  | Yeung, B.                         |
| 591663 - | 2014 BJ2                 | 31 dicembre 2013  | Pan-STARRS 1                      |
| 591664 - | 2014 BR5                 | 21 gennaio 2014   | Mount Lemmon Survey               |
| 591665 - | 2014 BW12                | 31 dicembre 2013  | Spacewatch                        |
| 591666 - | 2014 BF15                | 26 aprile 2007    | Mount Lemmon Survey               |
| 591667 - | 2014 BG18                | 4 febbraio 2005   | Spacewatch                        |
| 591668 - | 2014 BA22                | 13 maggio 2005    | Mount Lemmon Survey               |
| 591669 - | 2014 BQ25                | 16 ottobre 2012   | Mount Lemmon Survey               |
| 591670 - | 2014 BX26                | 10 marzo 2005     | Mount Lemmon Survey               |
| 591671 - | 2014 BW41                | 9 marzo 2005      | Mount Lemmon Survey               |
| 591672 - | 2014 BX42                | 16 gennaio 2009   | Spacewatch                        |
| 591673 - | 2014 BO45                | 7 ottobre 2012    | Pan-STARRS 1                      |
| 591674 - | 2014 BA47                | 17 ottobre 2012   | Pan-STARRS 1                      |
| 591675 - | 2014 BT50                | 5 ottobre 2012    | Pan-STARRS 1                      |
| 591676 - | 2014 BL53                | 20 ottobre 2007   | Mount Lemmon Survey               |
| 591677 - | 2014 BV61                | 10 ottobre 2013   | Pan-STARRS 1                      |
| 591678 - | 2014 BC64                | 29 gennaio 2014   | Spacewatch                        |
| 591679 - | 2014 BQ64                | 16 marzo 2005     | Mount Lemmon Survey               |
| 591680 - | 2014 BW70                | 26 gennaio 2014   | Pan-STARRS 1                      |
| 591681 - | 2014 BC77                | 9 ottobre 2012    | Mount Lemmon Survey               |
| 591682 - | 2014 BW77                | 27 marzo 2009     | CSS                               |
| 591683 - | 2014 BC78                | 18 febbraio 2013  | Mount Lemmon Survey               |
| 591684 - | 2014 BS80                | 26 gennaio 2014   | Pan-STARRS 1                      |
| 591685 - | 2014 CA2                 | 4 febbraio 2014   | Oreshko, A.                       |
| 591686 - | 2014 CL4                 | 20 ottobre 2003   | Spacewatch                        |
| 591687 - | 2014 CP4                 | 10 gennaio 2014   | Mount Lemmon Survey               |
| 591688 - | 2014 CC7                 | 5 febbraio 2014   | Spacewatch                        |
| 591689 - | 2014 CQ7                 | 26 ottobre 2008   | Spacewatch                        |
| 591690 - | 2014 CU18                | 18 settembre 2003 | Spacewatch                        |
| 591691 - | 2014 CR22                | 28 agosto 2003    | NEAT                              |
| 591692 - | 2014 CS23                | 21 marzo 2015     | Pan-STARRS 1                      |
| 591693 - | 2014 CF28                | 4 gennaio 2013    | Cerro Tololo-DECam                |
| 591694 - | 2014 CC32                | 6 febbraio 2014   | Mount Lemmon Survey               |
| 591695 - | 2014 DO1                 | 1º gennaio 2014   | Mount Lemmon Survey               |
| 591696 - | 2014 DU7                 | 12 marzo 2005     | Buie, M. W., Wasserman, L. H.     |
| 591697 - | 2014 DP9                 | 21 febbraio 2014  | Elenin, L.                        |
| 591698 - | 2014 DU15                | 23 ottobre 2003   | Wasserman, L. H., Trilling, D. E. |
| 591699 - | 2014 DB17                | 29 settembre 2009 | Mount Lemmon Survey               |
| 591700 - | 2014 DZ18                | 29 settembre 2001 | NEAT                              |

## 591701-591800
| Nome            | Designazione provvisoria | Data di scoperta  | Scopritore                    |
| --------------- | ------------------------ | ----------------- | ----------------------------- |
| 591701 -        | 2014 DS24                | 19 settembre 2003 | NEAT                          |
| 591702 -        | 2014 DK28                | 13 febbraio 2007  | Mount Lemmon Survey           |
| 591703 -        | 2014 DZ31                | 5 aprile 2003     | Spacewatch                    |
| 591704 -        | 2014 DM32                | 21 ottobre 2012   | Pan-STARRS 1                  |
| 591705 -        | 2014 DE34                | 12 settembre 2001 | Wasserman, L. H., Ryan, E. L. |
| 591706 -        | 2014 DT36                | 17 novembre 2007  | Spacewatch                    |
| 591707 -        | 2014 DV39                | 20 settembre 2006 | Spacewatch                    |
| 591708 -        | 2014 DQ41                | 7 gennaio 2010    | Mount Lemmon Survey           |
| 591709 -        | 2014 DE44                | 17 ottobre 2012   | Pan-STARRS 1                  |
| 591710 -        | 2014 DS44                | 22 settembre 2012 | Mount Lemmon Survey           |
| 591711 -        | 2014 DS46                | 23 settembre 2008 | Spacewatch                    |
| 591712 -        | 2014 DB49                | 27 febbraio 2014  | Spacewatch                    |
| 591713 -        | 2014 DM49                | 15 settembre 2009 | Spacewatch                    |
| 591714 -        | 2014 DM53                | 23 settembre 2008 | Mount Lemmon Survey           |
| 591715 -        | 2014 DT55                | 5 novembre 2007   | Spacewatch                    |
| 591716 -        | 2014 DF56                | 7 settembre 2011  | Spacewatch                    |
| 591717 -        | 2014 DQ56                | 26 settembre 2003 | SDSS Collaboration            |
| 591718 -        | 2014 DU56                | 26 febbraio 2014  | Pan-STARRS 1                  |
| 591719 -        | 2014 DZ58                | 23 settembre 2011 | Pan-STARRS 1                  |
| 591720 -        | 2014 DB59                | 16 ottobre 2012   | Spacewatch                    |
| 591721 -        | 2014 DO62                | 26 febbraio 2014  | Pan-STARRS 1                  |
| 591722 -        | 2014 DP63                | 10 gennaio 2008   | Mount Lemmon Survey           |
| 591723 -        | 2014 DN64                | 26 febbraio 2014  | Pan-STARRS 1                  |
| 591724 -        | 2014 DJ65                | 26 febbraio 2014  | Pan-STARRS 1                  |
| 591725 -        | 2014 DA66                | 26 febbraio 2014  | Pan-STARRS 1                  |
| 591726 -        | 2014 DR66                | 26 febbraio 2014  | Pan-STARRS 1                  |
| 591727 -        | 2014 DF78                | 1º dicembre 2006  | Mount Lemmon Survey           |
| 591728 -        | 2014 DD86                | 26 febbraio 2014  | Mount Lemmon Survey           |
| 591729 -        | 2014 DN99                | 21 agosto 2001    | Spacewatch                    |
| 591730 -        | 2014 DU102               | 11 ottobre 2010   | Mount Lemmon Survey           |
| 591731 -        | 2014 DE107               | 26 febbraio 2009  | Spacewatch                    |
| 591732 -        | 2014 DN117               | 27 febbraio 2014  | Spacewatch                    |
| 591733 -        | 2014 DY121               | 23 gennaio 2014   | Mount Lemmon Survey           |
| 591734 -        | 2014 DD122               | 28 febbraio 2014  | Pan-STARRS 1                  |
| 591735 -        | 2014 DB124               | 8 marzo 2005      | LONEOS                        |
| 591736 -        | 2014 DJ124               | 12 ottobre 2010   | Mount Lemmon Survey           |
| 591737 -        | 2014 DH127               | 29 marzo 2004     | Spacewatch                    |
| 591738 -        | 2014 DE130               | 28 febbraio 2014  | Pan-STARRS 1                  |
| 591739 -        | 2014 DE137               | 14 novembre 2007  | Spacewatch                    |
| 591740 -        | 2014 DO139               | 29 agosto 2002    | Spacewatch                    |
| 591741 -        | 2014 DK140               | 5 marzo 2002      | Spacewatch                    |
| 591742 -        | 2014 DC141               | 30 novembre 2003  | LINEAR                        |
| 591743 -        | 2014 DQ146               | 26 febbraio 2014  | Pan-STARRS 1                  |
| 591744 -        | 2014 DM148               | 8 ottobre 2012    | Pan-STARRS 1                  |
| 591745 -        | 2014 DV150               | 26 febbraio 2014  | Mount Lemmon Survey           |
| 591746 -        | 2014 DG151               | 11 febbraio 2004  | Spacewatch                    |
| 591747 -        | 2014 DK152               | 24 settembre 2011 | Pan-STARRS 1                  |
| 591748 -        | 2014 DQ153               | 12 novembre 2001  | SDSS Collaboration            |
| 591749 -        | 2014 DB158               | 25 maggio 2015    | Pan-STARRS 1                  |
| 591750 -        | 2014 DQ159               | 13 giugno 2015    | Pan-STARRS 1                  |
| 591751 -        | 2014 DW171               | 27 febbraio 2014  | Pan-STARRS 1                  |
| 591752 -        | 2014 DZ172               | 28 febbraio 2014  | Pan-STARRS 1                  |
| 591753 -        | 2014 DA173               | 28 febbraio 2014  | Pan-STARRS 1                  |
| 591754 -        | 2014 DM174               | 24 febbraio 2014  | Pan-STARRS 1                  |
| 591755 -        | 2014 DQ176               | 26 febbraio 2014  | Pan-STARRS 1                  |
| 591756 -        | 2014 DU178               | 24 febbraio 2014  | Pan-STARRS 1                  |
| 591757 -        | 2014 DY178               | 28 febbraio 2014  | Pan-STARRS 1                  |
| 591758 -        | 2014 DS183               | 28 febbraio 2014  | Pan-STARRS 1                  |
| 591759 -        | 2014 EO3                 | 12 gennaio 2000   | Spacewatch                    |
| 591760 -        | 2014 EX3                 | 20 maggio 2004    | Spacewatch                    |
| 591761 -        | 2014 EZ8                 | 19 gennaio 2013   | Spacewatch                    |
| 591762 -        | 2014 EG12                | 12 novembre 2010  | Mount Lemmon Survey           |
| 591763 Orishut' | 2014 ES12                | 27 febbraio 2014  | Elenin, L.                    |
| 591764 -        | 2014 EW15                | 29 marzo 2009     | Mount Lemmon Survey           |
| 591765 -        | 2014 EF19                | 20 febbraio 2002  | Spacewatch                    |
| 591766 -        | 2014 EE20                | 7 maggio 2010     | Mount Lemmon Survey           |
| 591767 -        | 2014 EO20                | 24 ottobre 2005   | Mauna Kea                     |
| 591768 -        | 2014 EB26                | 28 febbraio 2014  | Pan-STARRS 1                  |
| 591769 -        | 2014 EC26                | 11 ottobre 2004   | Spacewatch                    |
| 591770 -        | 2014 EK27                | 10 gennaio 2013   | Pan-STARRS 1                  |
| 591771 -        | 2014 EA29                | 6 marzo 2014      | Mount Lemmon Survey           |
| 591772 -        | 2014 EQ35                | 19 novembre 2003  | Spacewatch                    |
| 591773 -        | 2014 EP40                | 6 gennaio 2013    | Mount Lemmon Survey           |
| 591774 -        | 2014 EX42                | 3 maggio 2009     | Mount Lemmon Survey           |
| 591775 -        | 2014 EC43                | 11 febbraio 2014  | Mount Lemmon Survey           |
| 591776 -        | 2014 EG44                | 12 aprile 2010    | Mount Lemmon Survey           |
| 591777 -        | 2014 EG47                | 26 febbraio 2014  | Mount Lemmon Survey           |
| 591778 -        | 2014 ER50                | 10 febbraio 2014  | Pan-STARRS 1                  |
| 591779 -        | 2014 EM54                | 20 marzo 2015     | Pan-STARRS 1                  |
| 591780 -        | 2014 EV54                | 6 settembre 2008  | Spacewatch                    |
| 591781 -        | 2014 EQ57                | 28 febbraio 2014  | Pan-STARRS 1                  |
| 591782 -        | 2014 EJ58                | 14 ottobre 2010   | Mount Lemmon Survey           |
| 591783 -        | 2014 EJ60                | 5 settembre 2008  | Spacewatch                    |
| 591784 -        | 2014 EK60                | 9 ottobre 2007    | Spacewatch                    |
| 591785 -        | 2014 EP76                | 5 dicembre 2012   | Mount Lemmon Survey           |
| 591786 -        | 2014 ED78                | 20 ottobre 2007   | Spacewatch                    |
| 591787 -        | 2014 EY80                | 24 settembre 2011 | Bickel, W.                    |
| 591788 -        | 2014 EZ84                | 15 ottobre 2009   | Mount Lemmon Survey           |
| 591789 -        | 2014 EM90                | 5 settembre 2008  | Spacewatch                    |
| 591790 -        | 2014 EN93                | 11 ottobre 2007   | Spacewatch                    |
| 591791 -        | 2014 EC96                | 5 gennaio 2013    | Mount Lemmon Survey           |
| 591792 -        | 2014 EL97                | 5 settembre 2008  | Spacewatch                    |
| 591793 -        | 2014 ES97                | 12 ottobre 2007   | Spacewatch                    |
| 591794 -        | 2014 EV97                | 10 ottobre 2007   | Spacewatch                    |
| 591795 -        | 2014 EG109               | 16 novembre 2007  | Mount Lemmon Survey           |
| 591796 -        | 2014 EH113               | 28 ottobre 2017   | Pan-STARRS 1                  |
| 591797 -        | 2014 ES123               | 20 maggio 2015    | Mount Lemmon Survey           |
| 591798 -        | 2014 EU127               | 1º dicembre 2008  | Mount Lemmon Survey           |
| 591799 -        | 2014 EV131               | 3 novembre 2010   | Mount Lemmon Survey           |
| 591800 -        | 2014 ES137               | 5 novembre 2007   | Spacewatch                    |

## 591801-591900
| Nome                 | Designazione provvisoria | Data di scoperta  | Scopritore              |
| -------------------- | ------------------------ | ----------------- | ----------------------- |
| 591801 -             | 2014 EO138               | 21 maggio 2015    | Pan-STARRS 1            |
| 591802 -             | 2014 ED146               | 22 ottobre 2012   | Pan-STARRS 1            |
| 591803 -             | 2014 EA151               | 22 dicembre 2008  | CSS                     |
| 591804 -             | 2014 EG152               | 12 settembre 2016 | Pan-STARRS 1            |
| 591805 -             | 2014 EX160               | 12 dicembre 2012  | Mount Lemmon Survey     |
| 591806 -             | 2014 EG180               | 5 ottobre 2016    | Mount Lemmon Survey     |
| 591807 -             | 2014 ET195               | 12 ottobre 2007   | Mount Lemmon Survey     |
| 591808 Dienesvaléria | 2014 EU202               | 20 ottobre 2012   | K. Sárneczky, A. Király |
| 591809 -             | 2014 EV203               | 30 settembre 2003 | Spacewatch              |
| 591810 -             | 2014 ED206               | 19 ottobre 2011   | Mount Lemmon Survey     |
| 591811 -             | 2014 EU208               | 5 aprile 2005     | Mount Lemmon Survey     |
| 591812 -             | 2014 EM210               | 29 luglio 2008    | Spacewatch              |
| 591813 -             | 2014 EE211               | 17 settembre 2006 | Spacewatch              |
| 591814 -             | 2014 EH212               | 10 agosto 2016    | Pan-STARRS 1            |
| 591815 -             | 2014 EG214               | 14 ottobre 2001   | SDSS Collaboration      |
| 591816 -             | 2014 EV214               | 24 settembre 2017 | Pan-STARRS 1            |
| 591817 -             | 2014 ER215               | 11 ottobre 2010   | Mount Lemmon Survey     |
| 591818 -             | 2014 EA220               | 20 febbraio 2009  | Spacewatch              |
| 591819 -             | 2014 EH228               | 30 ottobre 2017   | Pan-STARRS 1            |
| 591820 -             | 2014 EM245               | 29 ottobre 2016   | Mount Lemmon Survey     |
| 591821 -             | 2014 EA249               | 6 marzo 2014      | Rinner, C.              |
| 591822 -             | 2014 EH250               | 7 aprile 2003     | Spacewatch              |
| 591823 -             | 2014 EL251               | 1º maggio 2009    | Cerro Burek             |
| 591824 -             | 2014 ET253               | 6 marzo 2014      | Mount Lemmon Survey     |
| 591825 -             | 2014 ES254               | 18 ottobre 2012   | Pan-STARRS 1            |
| 591826 -             | 2014 FV1                 | 22 ottobre 2011   | Mount Lemmon Survey     |
| 591827 -             | 2014 FM5                 | 6 novembre 2010   | Mount Lemmon Survey     |
| 591828 -             | 2014 FO5                 | 8 giugno 2005     | Spacewatch              |
| 591829 -             | 2014 FS8                 | 26 settembre 2012 | Mount Lemmon Survey     |
| 591830 -             | 2014 FM13                | 24 settembre 2012 | Holmes, R.              |
| 591831 -             | 2014 FU13                | 16 settembre 2009 | Spacewatch              |
| 591832 -             | 2014 FN18                | 1º febbraio 2003  | NEAT                    |
| 591833 -             | 2014 FK21                | 2 settembre 2011  | Pan-STARRS 1            |
| 591834 -             | 2014 FL24                | 6 marzo 2014      | Elenin, L.              |
| 591835 -             | 2014 FF28                | 24 luglio 2000    | Spacewatch              |
| 591836 -             | 2014 FD29                | 4 novembre 2007   | Mount Lemmon Survey     |
| 591837 -             | 2014 FT29                | 25 settembre 2003 | AMOS                    |
| 591838 -             | 2014 FK30                | 27 dicembre 2011  | Mount Lemmon Survey     |
| 591839 -             | 2014 FZ39                | 11 marzo 2014     | Mount Lemmon Survey     |
| 591840 -             | 2014 FH41                | 23 dicembre 2012  | Pan-STARRS 1            |
| 591841 -             | 2014 FS42                | 18 ottobre 2012   | Pan-STARRS 1            |
| 591842 -             | 2014 FD44                | 24 gennaio 2014   | Pan-STARRS 1            |
| 591843 -             | 2014 FF44                | 13 marzo 2005     | Spacewatch              |
| 591844 -             | 2014 FZ45                | 25 marzo 2014     | Pan-STARRS 1            |
| 591845 -             | 2014 FS47                | 22 febbraio 2003  | NEAT                    |
| 591846 -             | 2014 FZ74                | 24 marzo 2014     | Pan-STARRS 1            |
| 591847 -             | 2014 FZ76                | 29 marzo 2014     | Mount Lemmon Survey     |
| 591848 -             | 2014 FN83                | 24 marzo 2014     | Pan-STARRS 1            |
| 591849 -             | 2014 GP                  | 12 novembre 2012  | Mount Lemmon Survey     |
| 591850 -             | 2014 GT                  | 6 settembre 2008  | Spacewatch              |
| 591851 -             | 2014 GX2                 | 14 marzo 2011     | Mount Lemmon Survey     |
| 591852 -             | 2014 GT3                 | 26 febbraio 2014  | Pan-STARRS 1            |
| 591853 -             | 2014 GR8                 | 30 luglio 2008    | Spacewatch              |
| 591854 -             | 2014 GF9                 | 9 febbraio 2010   | Mount Lemmon Survey     |
| 591855 -             | 2014 GM9                 | 24 settembre 2008 | Spacewatch              |
| 591856 -             | 2014 GW9                 | 7 febbraio 2008   | Spacewatch              |
| 591857 -             | 2014 GA10                | 2 aprile 2014     | Spacewatch              |
| 591858 -             | 2014 GT12                | 1º settembre 2005 | Spacewatch              |
| 591859 -             | 2014 GE14                | 16 settembre 2010 | CSS                     |
| 591860 -             | 2014 GM14                | 28 febbraio 2014  | Pan-STARRS 1            |
| 591861 Sergeyyazev   | 2014 GE18                | 6 gennaio 2008    | Zelenchukskaya Stn      |
| 591862 -             | 2014 GL19                | 4 aprile 2014     | Mount Lemmon Survey     |
| 591863 -             | 2014 GM22                | 20 settembre 2011 | Mount Lemmon Survey     |
| 591864 -             | 2014 GM23                | 14 ottobre 2007   | Mount Lemmon Survey     |
| 591865 -             | 2014 GF25                | 19 ottobre 2011   | Spacewatch              |
| 591866 -             | 2014 GH29                | 25 febbraio 2014  | Pan-STARRS 1            |
| 591867 -             | 2014 GK29                | 29 agosto 2005    | Spacewatch              |
| 591868 -             | 2014 GZ29                | 3 dicembre 2004   | Spacewatch              |
| 591869 -             | 2014 GZ30                | 11 settembre 2007 | Spacewatch              |
| 591870 -             | 2014 GH32                | 1º febbraio 2013  | Spacewatch              |
| 591871 -             | 2014 GO33                | 13 settembre 2005 | Spacewatch              |
| 591872 -             | 2014 GV35                | 26 novembre 2011  | Mount Lemmon Survey     |
| 591873 -             | 2014 GF38                | 29 gennaio 2014   | Spacewatch              |
| 591874 -             | 2014 GM39                | 21 maggio 2011    | Pan-STARRS 1            |
| 591875 -             | 2014 GJ44                | 4 settembre 2004  | Siding Spring Survey    |
| 591876 -             | 2014 GS46                | 27 marzo 2014     | Pan-STARRS 1            |
| 591877 -             | 2014 GC47                | 5 aprile 2014     | Pan-STARRS 1            |
| 591878 -             | 2014 GN54                | 6 settembre 2008  | Spacewatch              |
| 591879 -             | 2014 GL56                | 13 marzo 2003     | Spacewatch              |
| 591880 -             | 2014 GX57                | 1º febbraio 2013  | Spacewatch              |
| 591881 -             | 2014 GC61                | 12 febbraio 2000  | SDSS Collaboration      |
| 591882 -             | 2014 GG64                | 13 agosto 2004    | Cerro Tololo            |
| 591883 -             | 2014 GO64                | 10 aprile 2014    | Pan-STARRS 1            |
| 591884 -             | 2014 GA65                | 16 luglio 2004    | Siding Spring Survey    |
| 591885 -             | 2014 GL65                | 25 settembre 2016 | Pan-STARRS 1            |
| 591886 -             | 2014 GY69                | 5 aprile 2014     | Pan-STARRS 1            |
| 591887 -             | 2014 GU74                | 5 aprile 2014     | Pan-STARRS 1            |
| 591888 -             | 2014 GA75                | 5 aprile 2014     | Pan-STARRS 1            |
| 591889 -             | 2014 GE75                | 5 aprile 2014     | Pan-STARRS 1            |
| 591890 -             | 2014 GG75                | 2 aprile 2014     | Mount Lemmon Survey     |
| 591891 -             | 2014 GN75                | 4 aprile 2014     | Elenin, L.              |
| 591892 -             | 2014 GD77                | 1º aprile 2014    | Mount Lemmon Survey     |
| 591893 -             | 2014 GV78                | 5 aprile 2014     | Pan-STARRS 1            |
| 591894 -             | 2014 GP80                | 1º aprile 2014    | Mount Lemmon Survey     |
| 591895 -             | 2014 HO11                | 6 gennaio 2010    | Spacewatch              |
| 591896 -             | 2014 HJ13                | 31 ottobre 2010   | Mount Lemmon Survey     |
| 591897 -             | 2014 HV15                | 11 gennaio 2008   | Spacewatch              |
| 591898 -             | 2014 HX17                | 26 marzo 2009     | Spacewatch              |
| 591899 -             | 2014 HP19                | 23 settembre 2005 | Spacewatch              |
| 591900 -             | 2014 HG35                | 12 dicembre 2012  | Spacewatch              |

## 591901-592000
| Nome          | Designazione provvisoria | Data di scoperta  | Scopritore                    |
| ------------- | ------------------------ | ----------------- | ----------------------------- |
| 591901 -      | 2014 HK39                | 24 aprile 2014    | Mount Lemmon Survey           |
| 591902 -      | 2014 HY39                | 24 aprile 2014    | Mount Lemmon Survey           |
| 591903 -      | 2014 HT40                | 21 maggio 2006    | Spacewatch                    |
| 591904 -      | 2014 HG42                | 25 aprile 2003    | Spacewatch                    |
| 591905 -      | 2014 HO42                | 12 agosto 2004    | Cerro Tololo                  |
| 591906 -      | 2014 HD49                | 22 aprile 2009    | Mount Lemmon Survey           |
| 591907 -      | 2014 HJ49                | 23 aprile 2014    | Cerro Tololo-DECam            |
| 591908 -      | 2014 HS49                | 28 febbraio 2008  | Mount Lemmon Survey           |
| 591909 -      | 2014 HT49                | 23 aprile 2014    | Cerro Tololo-DECam            |
| 591910 -      | 2014 HN53                | 23 dicembre 2012  | Pan-STARRS 1                  |
| 591911 -      | 2014 HR64                | 26 ottobre 2011   | Pan-STARRS 1                  |
| 591912 -      | 2014 HS71                | 14 ottobre 2010   | Spacewatch                    |
| 591913 -      | 2014 HY80                | 15 novembre 2011  | Mount Lemmon Survey           |
| 591914 -      | 2014 HD88                | 23 aprile 2014    | Cerro Tololo-DECam            |
| 591915 -      | 2014 HH95                | 24 aprile 2014    | Mount Lemmon Survey           |
| 591916 -      | 2014 HS96                | 11 marzo 2003     | Spacewatch                    |
| 591917 -      | 2014 HD100               | 30 marzo 2003     | Buie, M. W., Jordan, A. B.    |
| 591918 -      | 2014 HD104               | 23 aprile 2014    | Cerro Tololo-DECam            |
| 591919 -      | 2014 HJ121               | 29 marzo 2014     | Spacewatch                    |
| 591920 -      | 2014 HX124               | 30 settembre 2006 | Mount Lemmon Survey           |
| 591921 -      | 2014 HD128               | 16 luglio 2004    | Cerro Tololo                  |
| 591922 -      | 2014 HK135               | 21 novembre 2009  | Spacewatch                    |
| 591923 -      | 2014 HU137               | 23 settembre 2011 | Pan-STARRS 1                  |
| 591924 -      | 2014 HB138               | 7 aprile 2003     | Spacewatch                    |
| 591925 -      | 2014 HF138               | 26 settembre 2011 | Pan-STARRS 1                  |
| 591926 -      | 2014 HV139               | 5 aprile 2014     | Pan-STARRS 1                  |
| 591927 -      | 2014 HZ149               | 12 marzo 2008     | Spacewatch                    |
| 591928 -      | 2014 HV151               | 30 luglio 2005    | NEAT                          |
| 591929 -      | 2014 HU152               | 31 marzo 2003     | Cerro Tololo                  |
| 591930 -      | 2014 HW157               | 24 aprile 2014    | Mount Lemmon Survey           |
| 591931 -      | 2014 HO161               | 28 marzo 2014     | Mount Lemmon Survey           |
| 591932 -      | 2014 HZ162               | 24 aprile 2014    | Mount Lemmon Survey           |
| 591933 -      | 2014 HH163               | 12 febbraio 2000  | SDSS Collaboration            |
| 591934 -      | 2014 HL163               | 24 settembre 2012 | Spacewatch                    |
| 591935 -      | 2014 HO165               | 1º aprile 2003    | SDSS Collaboration            |
| 591936 -      | 2014 HH167               | 22 dicembre 2012  | Pan-STARRS 1                  |
| 591937 -      | 2014 HQ170               | 5 aprile 2014     | Pan-STARRS 1                  |
| 591938 -      | 2014 HP173               | 12 dicembre 2012  | Mount Lemmon Survey           |
| 591939 -      | 2014 HB180               | 12 novembre 2006  | Mount Lemmon Survey           |
| 591940 -      | 2014 HO182               | 26 ottobre 2011   | Pan-STARRS 1                  |
| 591941 -      | 2014 HH185               | 3 ottobre 2005    | CSS                           |
| 591942 -      | 2014 HW189               | 21 ottobre 2006   | LUSS                          |
| 591943 -      | 2014 HF191               | 30 aprile 2014    | Pan-STARRS 1                  |
| 591944 -      | 2014 HE202               | 30 aprile 2014    | Pan-STARRS 1                  |
| 591945 -      | 2014 HN220               | 30 aprile 2014    | Pan-STARRS 1                  |
| 591946 -      | 2014 HL222               | 29 aprile 2014    | Pan-STARRS 1                  |
| 591947 -      | 2014 HL223               | 29 aprile 2014    | Pan-STARRS 1                  |
| 591948 -      | 2014 HJ226               | 24 aprile 2014    | Mount Lemmon Survey           |
| 591949 -      | 2014 JJ9                 | 3 maggio 2014     | Mount Lemmon Survey           |
| 591950 -      | 2014 JW11                | 7 settembre 2005  | Pauwels, T.                   |
| 591951 -      | 2014 JY11                | 1º febbraio 2009  | Spacewatch                    |
| 591952 -      | 2014 JR17                | 1º marzo 2009     | Mount Lemmon Survey           |
| 591953 -      | 2014 JS19                | 2 maggio 2003     | Spacewatch                    |
| 591954 -      | 2014 JP20                | 7 aprile 2014     | Spacewatch                    |
| 591955 -      | 2014 JZ29                | 5 maggio 2003     | Spacewatch                    |
| 591956 -      | 2014 JB32                | 11 settembre 2004 | NEAT                          |
| 591957 -      | 2014 JY32                | 2 maggio 2006     | Mount Lemmon Survey           |
| 591958 -      | 2014 JE36                | 26 marzo 2008     | Mount Lemmon Survey           |
| 591959 -      | 2014 JC38                | 29 aprile 2014    | ESA OGS                       |
| 591960 -      | 2014 JF41                | 30 aprile 2014    | Pan-STARRS 1                  |
| 591961 -      | 2014 JD45                | 30 agosto 2005    | NEAT                          |
| 591962 -      | 2014 JV47                | 4 settembre 2010  | Spacewatch                    |
| 591963 -      | 2014 JS48                | 31 ottobre 2006   | Mount Lemmon Survey           |
| 591964 Jakucs | 2014 JA49                | 7 settembre 2010  | Kuli, Z.                      |
| 591965 -      | 2014 JV49                | 10 novembre 2005  | Sarneczky, K.                 |
| 591966 -      | 2014 JQ50                | 10 agosto 2004    | Siding Spring Survey          |
| 591967 -      | 2014 JL82                | 28 maggio 2014    | Mount Lemmon Survey           |
| 591968 -      | 2014 JW92                | 7 maggio 2014     | Pan-STARRS 1                  |
| 591969 -      | 2014 JX92                | 6 maggio 2014     | Pan-STARRS 1                  |
| 591970 -      | 2014 JX99                | 7 maggio 2014     | Pan-STARRS 1                  |
| 591971 -      | 2014 JD100               | 3 maggio 2014     | Pan-STARRS 1                  |
| 591972 -      | 2014 JB104               | 2 maggio 2014     | Mount Lemmon Survey           |
| 591973 -      | 2014 JB106               | 4 maggio 2014     | Mount Lemmon Survey           |
| 591974 -      | 2014 JQ108               | 6 maggio 2014     | Pan-STARRS 1                  |
| 591975 -      | 2014 JM123               | 6 maggio 2014     | Pan-STARRS 1                  |
| 591976 -      | 2014 JN123               | 7 maggio 2014     | Pan-STARRS 1                  |
| 591977 -      | 2014 KY2                 | 28 marzo 2014     | Spacewatch                    |
| 591978 -      | 2014 KX5                 | 5 aprile 2014     | Pan-STARRS 1                  |
| 591979 -      | 2014 KZ5                 | 5 dicembre 2007   | Spacewatch                    |
| 591980 -      | 2014 KH6                 | 13 gennaio 2008   | Spacewatch                    |
| 591981 -      | 2014 KN9                 | 16 novembre 2011  | Spacewatch                    |
| 591982 -      | 2014 KT14                | 24 aprile 2014    | Pan-STARRS 1                  |
| 591983 -      | 2014 KY18                | 3 maggio 2014     | Mount Lemmon Survey           |
| 591984 -      | 2014 KX22                | 9 febbraio 2014   | Pan-STARRS 1                  |
| 591985 -      | 2014 KH33                | 22 maggio 2014    | Pan-STARRS 1                  |
| 591986 -      | 2014 KR39                | 26 settembre 2008 | Mount Lemmon Survey           |
| 591987 -      | 2014 KY41                | 24 aprile 2014    | Spacewatch                    |
| 591988 -      | 2014 KA42                | 9 febbraio 2013   | Pan-STARRS 1                  |
| 591989 -      | 2014 KE42                | 24 aprile 2014    | Pan-STARRS 1                  |
| 591990 -      | 2014 KP47                | 5 aprile 2014     | Pan-STARRS 1                  |
| 591991 -      | 2014 KQ48                | 12 ottobre 2006   | Spacewatch                    |
| 591992 -      | 2014 KU48                | 9 maggio 2014     | Pan-STARRS 1                  |
| 591993 -      | 2014 KH50                | 10 novembre 2004  | Buie, M. W., Wasserman, L. H. |
| 591994 -      | 2014 KY50                | 12 ottobre 2010   | Glinos, T.                    |
| 591995 -      | 2014 KL60                | 24 maggio 2014    | Pan-STARRS 1                  |
| 591996 -      | 2014 KL63                | 4 ottobre 2005    | NEAT                          |
| 591997 -      | 2014 KW63                | 16 settembre 2010 | Mount Lemmon Survey           |
| 591998 -      | 2014 KQ66                | 21 novembre 2006  | Mount Lemmon Survey           |
| 591999 -      | 2014 KQ69                | 7 maggio 2014     | Pan-STARRS 1                  |
| 592000 -      | 2014 KX69                | 18 gennaio 2012   | Mount Lemmon Survey           |